# Philygria
Philygria är ett släkte av tvåvingar. Philygria ingår i familjen vattenflugor.

## Dottertaxa tillPhilygria, i alfabetisk ordning[1][2]
- Philygria albidipennis
- Philygria argentinae
- Philygria brincki
- Philygria cedercreutzi
- Philygria chaci
- Philygria costalis
- Philygria debilis
- Philygria dimidiata
- Philygria etzeli
- Philygria femorata
- Philygria flavipes
- Philygria flavitarsis
- Philygria galapagensis
- Philygria gesae
- Philygria helmuti
- Philygria inpunctata
- Philygria interrupta
- Philygria interstincta
- Philygria longipennis
- Philygria mackieae
- Philygria maculipennis
- Philygria madeirae
- Philygria minima
- Philygria miyagii
- Philygria mocsaryi
- Philygria morans
- Philygria nepalensis
- Philygria nigrescens
- Philygria nigricauda
- Philygria nitifrons
- Philygria nubeculosa
- Philygria obtecta
- Philygria olololosensis
- Philygria ololosensis
- Philygria opposita
- Philygria pallipes
- Philygria pappi
- Philygria posticata
- Philygria punctatonervosa
- Philygria stenoptera
- Philygria stictica
- Philygria takagii
- Philygria tirolis
- Philygria trilineata
- Philygria vittipennis